# Storm: Letters van Vuur
Storm: Letters van Vuur is een Nederlandse familiefilm uit 2017 onder regie van Dennis Bots.

## Verhaal
In de 16e eeuw wordt de vader van Storm betrapt door de Inquisitie met het drukken van een geheim pamflet van Maarten Luther. Als zijn vader wordt gearresteerd weet hij nog in bezit te komen van de originele drukletters. Storm slaat er mee op de vlucht. Daarbij wordt hij geholpen door Marieke, een weesmeisje dat in het riool woont. Maar hij moet nu in een race tegen de klok zijn vader zien te redden van de brandstapel.

## Rolverdeling
| Acteur                | Personage           | Rol                      |
| --------------------- | ------------------- | ------------------------ |
| Davy Gomez            | Storm Voeten        |                          |
| Juna de Leeuw         | Marieke             |                          |
| Yorick van Wageningen | Klaas Voeten        | drukker, vader van Storm |
| Angela Schijf         | Cecilla Voeten      | moeder van Storm         |
| Peter Van den Begin   | Frans van der Hulst | inquisiteur              |
| Luc Feit              | Herman              | drukkersknecht           |
| Egbert-Jan Weeber     | Jacob Proost        |                          |
| Tibo Vandenborre      |                     | schout                   |
| Maarten Heijmans      | Alwin               |                          |
| Laura Verlinden       | Claar               |                          |
| Gabriel Boisante      | Maarten Luther      |                          |
| Loek Peters           |                     | bakker                   |
| Huug van Tienhoven    |                     | verkoper                 |
| Germain Wagner        | Herr Schmidt        |                          |
| Tom Jansen            |                     | priester                 |

## Achtergrond
De opnames vonden plaats op een industrieterrein onder de rook van Antwerpen. Aan het decor, een middeleeuws replica van Antwerpen, was vier maanden gewerkt. De set was niet speciaal voor de film gebouwd, maar oorspronkelijk in opdracht voor zakenman Fernand Huts om het 160-jarige bestaan van zijn bedrijf Katoen Natie te vieren.